# Miorița

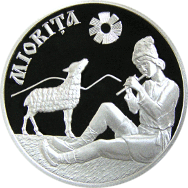
Medalla conmemorativa moldava.

Miorița (también transcrito como Mioritza; este título significa La ovejita) es un poema popular rumano del que se conocen numerosas variantes y cuyo origen parece ser un villancico. El poeta Vasile Alecsandri fijó una versión, recogida en la región de Vrancea, que es la que aparece en los libros escolares rumanos.
El poema tiene ambientación pastoril y se ambienta en un locus amoenus, un valle donde tres pastores trashumantes apacientan sus respectivos rebaños de ovejas. Dos de ellos deciden matar al pastor moldavo, quien conoce los planes de sus enemigos gracias a la advertencia de una de sus ovejas, la llamada Miorița, que posee poderes mágicos.
El pastor responde a Miorița que, si muriera, desearía ser enterrado junto a sus ovejas, para seguir junto a ellas; que colocaran en su tumba tres flautas para que sonaran con el viento y que, si sus ovejas lloraran su muerte, Miorița debería consolarlas diciéndolas que el pastor se casó con una hermosa princesa, que a su boda acudieron los elementos de la naturaleza y que cayó una estrella. Esto debería, sin embargo, callarlo si Miorița se encontraba con la madre del pastor, pues la mujer entendería la verdad de lo que había pasado. A ella debería decirle que se había casado con una princesa y que vivían junto a una ventana hacia el Edén. 

## Relaciones culturales
Este pastor moldavo recuerda a los mitos del orfismo asumidos por el cristianismo en la figura del Buen Pastor.